# 埼玉新都市交通2000系電車
埼玉新都市交通2000系電車（さいたましんとしこうつう2000けいでんしゃ）は、2007年（平成19年）5月22日より営業運転を開始した埼玉新都市交通のAGT（新交通システム）用電車。

## 概要
2000系は、混雑緩和のための増発と、既存の1010系の置き換え及び1050系の取り換え準備のために導入が行われた。なお、購入に際しては自治体による経営支援を受けている。
2007年の鉄道博物館開館に合わせた増発用に、01編成が導入された。以後、旧車両の置き換えのため、毎年1編成のペースで導入され、2010年に02編成、2011年に03編成・04編成、2012年に05編成、2013年に06編成、2014年に07編成が増備された。総数は6両編成7本の42両である。

## 概説

### 車体
車体はステンレス鋼製で、車体長は既存の車両と同じく8mだが、混雑緩和策として車体幅を160mm広くし、天井も30mm高くなった。
前面の形状も一新されたほか、行先表示器には、埼玉新都市交通で初採用となるLED式の表示器が使われ、前面運転台窓上のほか、側面にも設置されている（第1編成は1・2・5・6号車に設置、第2編成以降は2・5号車のみ設置）。また、前照灯は当初シールドビームが使用されていたが、2016年11月頃より順次HIDに交換されている。
前面と側面には編成ごとに異なるカラーを採用した。第1編成の前面塗装と側面帯には、埼玉県の県花「サクラソウ」をモチーフとしたメタリックピンク、前面・側面の窓周りには埼玉県の県鳥「シラコバト」のグレーをモチーフとしたダークグレーとシルバーグレーが配色され、既存の車両とは印象が大きく変わることとなった。第2編成以降では前面と側面帯のみで（各編成の帯色については後述）、側面窓周り及び幕板部分が無塗装となった。第1編成も後に第2編成以降と同じように変更された。

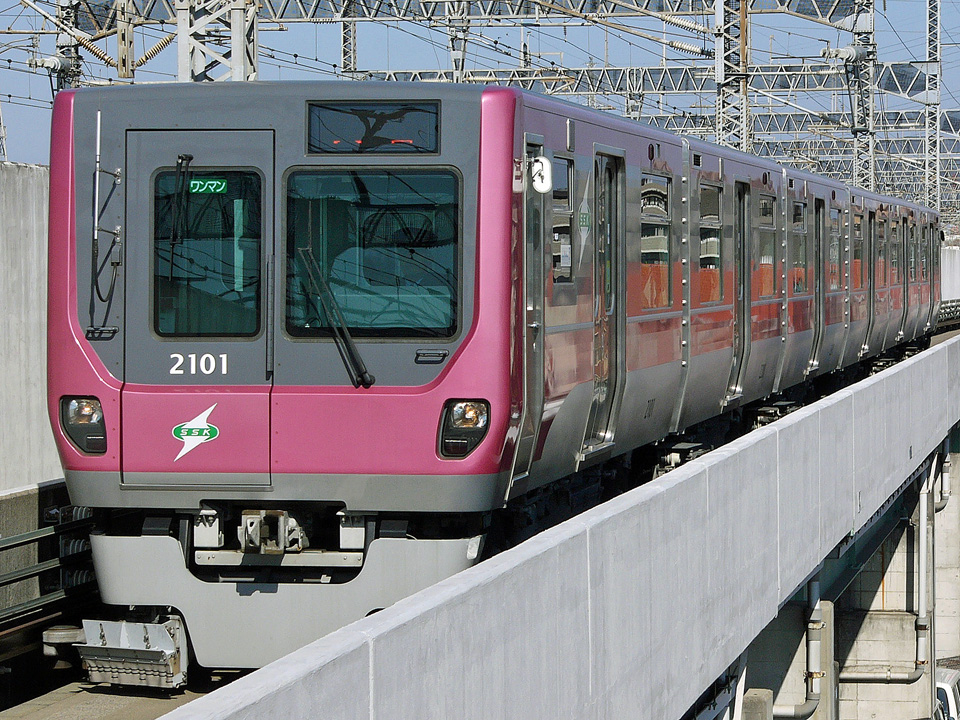
01編成（メタリックピンク、2007年 - 2018年）
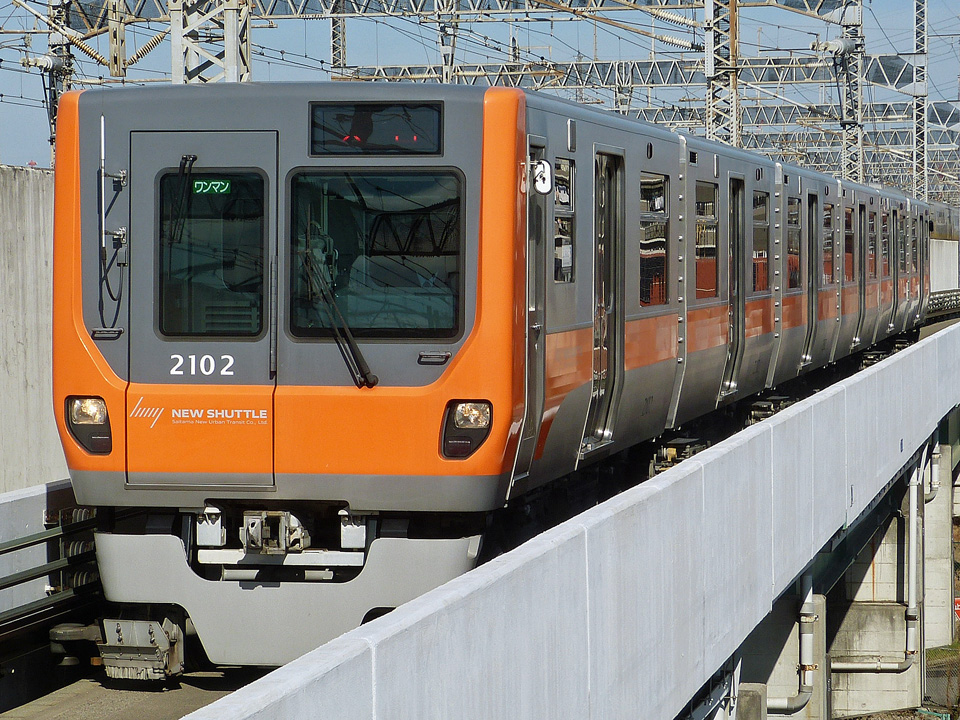
02編成（オレンジ）
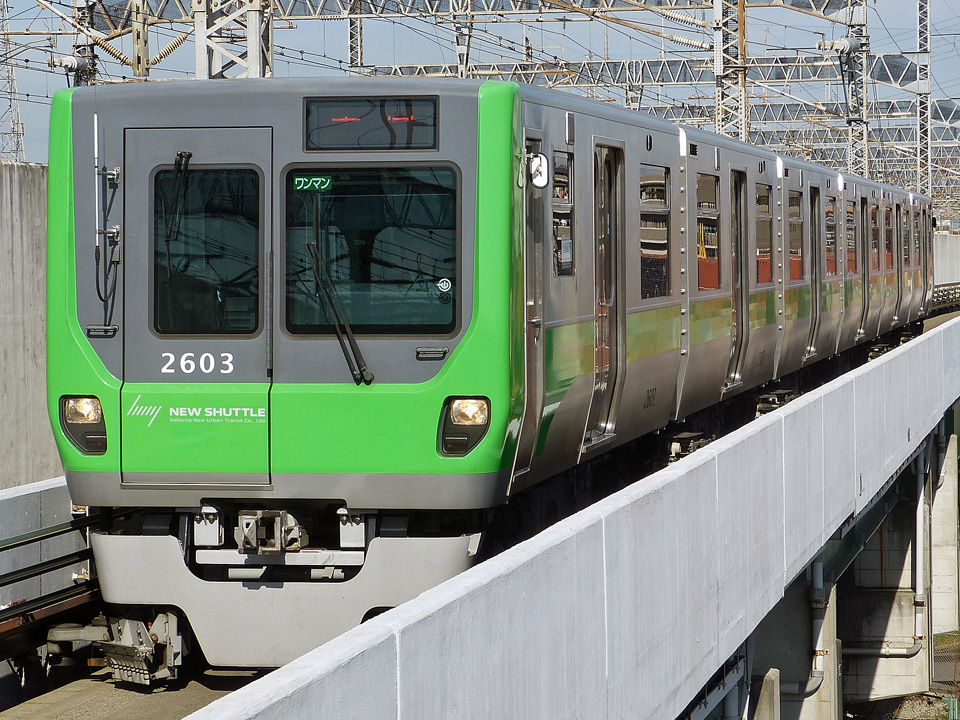
03編成（グリーン）
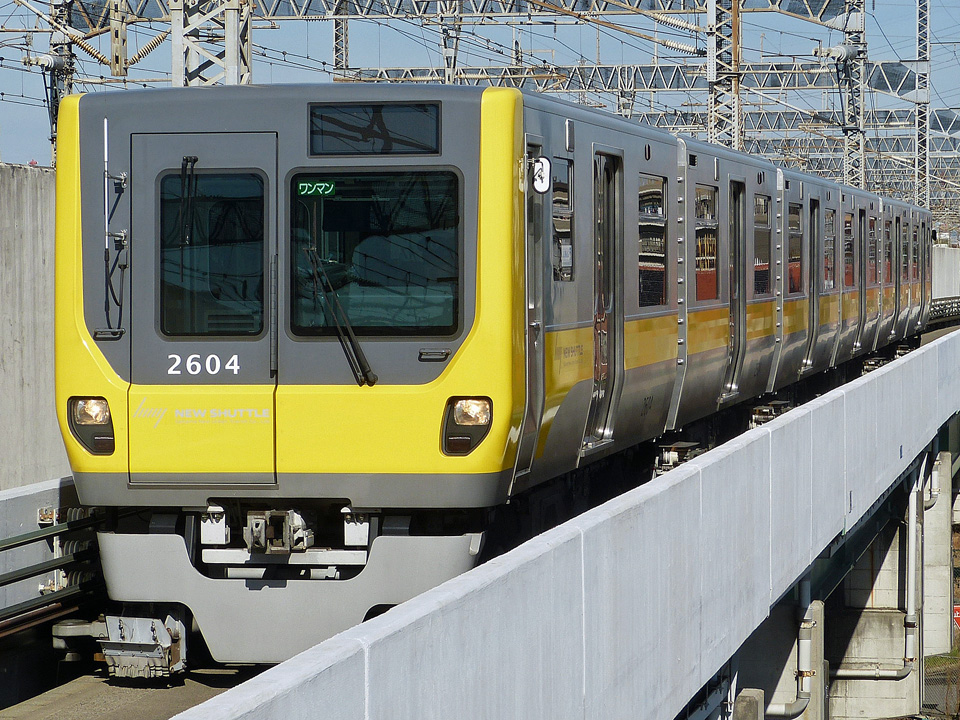
04編成（イエロー）
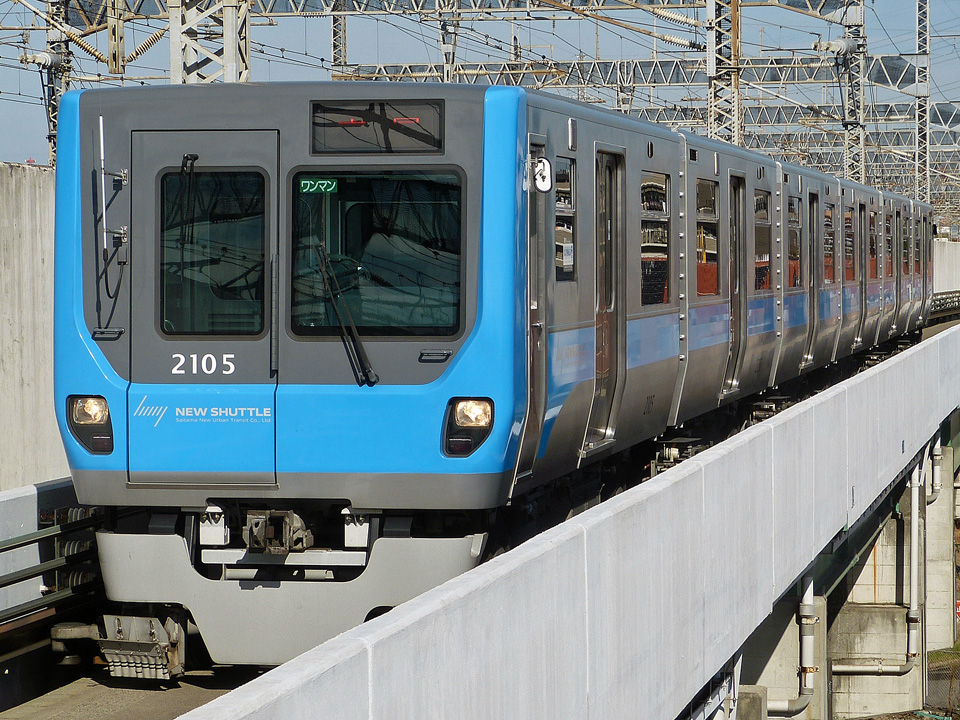
05編成（スカイブルー）
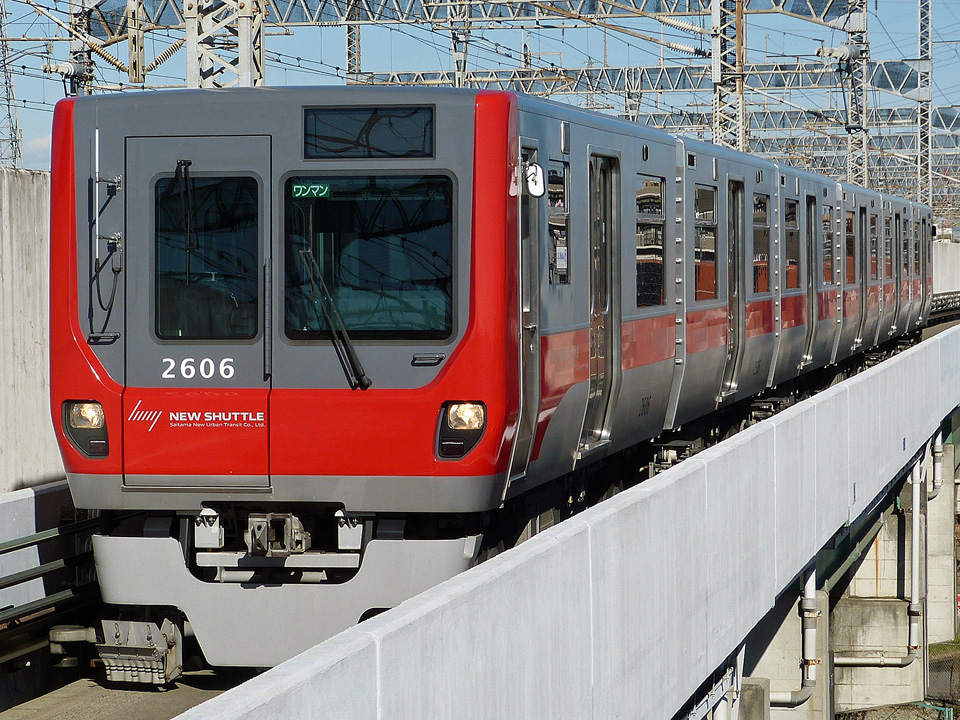
06編成（レッド）
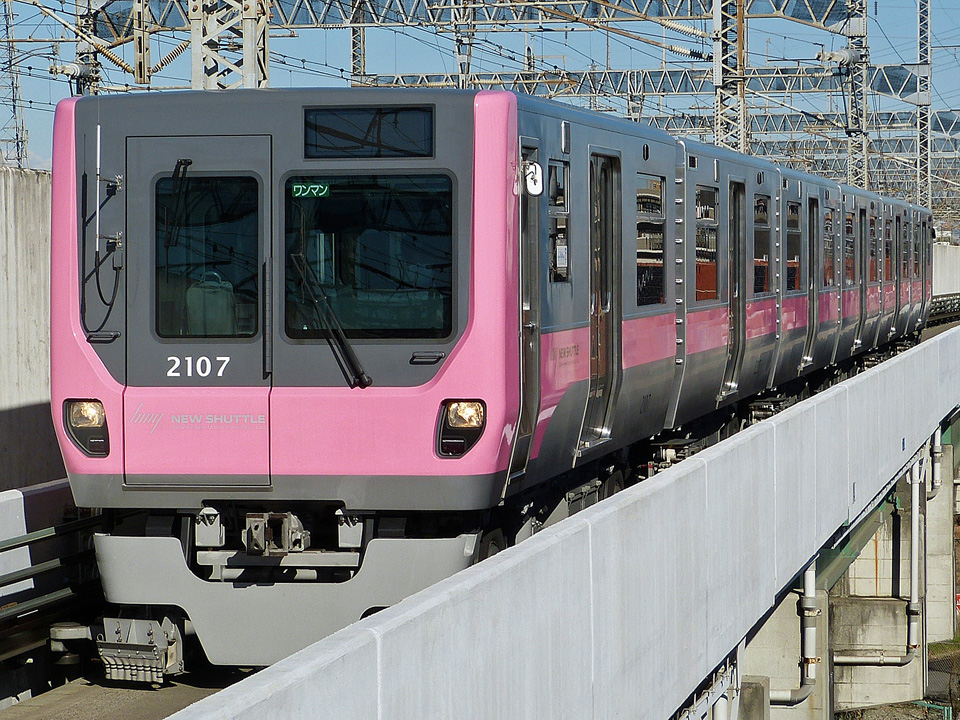
07編成（さくら色）

### 車内
座席はオールロングシートであり、座席が緑、壁はグレー、床敷物はパープルのストライプ模様となっている（第2編成以降はパープル1色）。座席の前にはスタンションポール（縦の握り棒）が新設され、混雑時の対策もなされた。両先頭車の乗務員室直後には、折りたたみ式座席付きの車椅子スペースが設置されている。
窓は2段式で、上段は内傾式窓だが下段は固定窓となっている。第1編成では下段に日差し対策の横引きカーテンが設置されていたが、第2編成以降では省略され、後に第1編成のカーテンも廃止された。
各ドア上には、LED式の車内案内表示装置が設置されており、次駅、行先などを案内する。当初は第1編成のみ両側配置で、第2編成以降は千鳥状に配置されていたが、2016年2月頃より第2編成以降も両側配置となっている。ドアブザーも装備されている。また、暖房効果持続のため、先頭車両のドアのみを開け、そのほかの車両のドアを閉める機能が備え付けられている。
また、2017年3月から第7編成の両先頭車で、車内防犯カメラの試行が行われ、2018年からは全車両への取り付けが開始された。2023年になって第1編成にドアランプが搭載されたが2020系とは、点滅の仕方が異なる。

### 制御装置
主変換装置には東洋電機製造製2レベルCI（コンバータ/インバータ）によるVVVFインバータ制御（RG-697-A-M形・新製当初）を採用している。機器はコンバータ部・インバータ部共IGBT素子（1,700V - 1,200A）を使用しており、三相交流をコンバータにより直流に変換後、VVVFインバータ装置で三相交流に変換して誘導電動機を制御する（PGセンサレスベクトル制御・定速運転対応）。主電動機はかご形三相誘導電動機であり、型式はTDK-6450-A（端子電圧700V、電流133A、周波数55Hz、出力125kW、定格回転数1,610rpm、効率91.5%、力率85%）である。1台のCIにより、3台の主電動機を制御する1C3M制御方式である。
2023年より主変換装置の機器更新（RG-6052-A-M形）が行われている。

### 乗務員室
運転台は既存の車両と同じくワンマン運転に対応しており、運転台の正面には速度計などの計器類が、右側にはモニタ装置ディスプレイが配されている。主幹制御器は片手ワンハンドル式（デッドマン装置付）で、力行1 - 3ノッチ、ブレーキは1 - 5段・非常位置である。

## 歴史
- 2007年（平成19年）5月22日 - 01編成（2101F）導入。
- 2010年（平成22年）
  - 3月8日 - 02編成（2102F）導入。
  - 12月21日 - 大宮駅 - 鉄道博物館駅間でお召し列車として運用（02編成）。
- 2011年（平成23年）
  - 2月7日 - 03編成（2103F）導入[9]。
  - 12月28日 - 04編成（2104F）導入[10]。
- 2012年（平成24年）12月5日 - 05編成（2105F）導入[11]。
- 2013年（平成25年）12月 - 06編成（2106F）導入[12]。
- 2014年（平成26年）12月 - 07編成（2107F）導入[5][13]。
- 2018年（平成30年）7月 - 01編成の配色をレッドパープルに変更[14]。
- 2019年（平成31年）1月16日 - 加茂宮駅 - 鉄道博物館駅間を走行中の大宮行06編成の最後尾（2606）のタイヤがパンク、バーストし、案内軌条から離脱して自走不能となった。事故車の2606以外は牽引により回送、2606はクレーン車により地上に降ろされ、トレーラーで搬送された[15]。同編成は運用を離脱し、2606以外は丸山車両基地に留置された。
- 2019年（令和元年）10月30日 - 2606の修理が完了し、06編成の運行が再開[16]。

## 編成表
|          | （ループ線のため、1往復ごとに車両の向きが変わる）← 大宮・内宿大宮・内宿 → |               |               |               |               |               |
| 形式     | 2100形 （M1）                                                             | 2200形 （M2） | 2300形 （M3） | 2400形 （M4） | 2500形 （M5） | 2600形 （M6） |
| 機器配置 | APU,CP                                                                    | CI            | BT            | BT            | CI            | APU,CP        |
| 車両番号 | 2101 ： 2107                                                              | 2201 ： 2207  | 2301 ： 2307  | 2401 ： 2407  | 2501 ： 2507  | 2601 ： 2607  |

凡例
- CI：主変換装置
APU：補助電源装置
CP：空気圧縮機
BT：蓄電池